# La Cassagne
Cet article possède des paronymes, voir Lacassagne et Cassagne.
La Cassagne est une commune française située dans le département de la Dordogne, en région Nouvelle-Aquitaine.

## Géographie

### Généralités
La Cassagne est une commune du Périgord noir située dans l'est du département de la Dordogne. Elle est arrosée au nord-ouest par un affluent de la Vézère, le Coly, qui y prend sa source.
Traversé par la route départementale (RD) 62, le petit bourg de La Cassagne est situé, en distances orthodromiques, neuf kilomètres au sud de Terrasson-Lavilledieu et douze kilomètres à l'est de Montignac-Lascaux.

### Communes limitrophes
En 2019, La Cassagne est limitrophe de cinq autres communes.
|                  | Terrasson-Lavilledieu | La Dornac |
| Coly-Saint-Amand | La Cassagne           |           |
|                  | Archignac             | Jayac     |

### Géologie et relief

#### Géologie
Situé sur la plaque nord du Bassin aquitain et bordé à son extrémité nord-est par une frange du Massif central, le département de la Dordogne présente une grande diversité géologique. Les terrains sont disposés en profondeur en strates régulières, témoins d'une sédimentation sur cette ancienne plate-forme marine. Le département peut ainsi être découpé sur le plan géologique en quatre gradins différenciés selon leur âge géologique. La Cassagne est située dans le deuxième gradin à partir du nord-est, un plateau formé de roches calcaires très dures du Jurassique que la mer a déposées par sédimentation chimique carbonatée, en bancs épais et massifs.
Elle est dans le causse de Terrasson qui concerne quelques communes, au sud de Terrasson-Lavilledieu, sur les coteaux en rive gauche de la Vézère.
Les couches affleurantes sur le territoire communal sont constituées de formations superficielles du Quaternaire datant du Cénozoïque et de roches sédimentaires du Mésozoïque. La formation la plus ancienne, notée j2-3(Bz), date du Bajocien moyen au Bathonien inférieur, composée de calcaires micritiques et sublithographiques à oncolithes et de stromatolithes en alternance avec des niveaux de marnes noires en bancs réguliers. La formation la plus récente, notée CFvs, fait partie des formations superficielles de type colluvions carbonatées de vallons secs : sable limoneux à débris calcaires et argile sableuse à débris. Le descriptif de ces couches est détaillé dans  la feuille « no 784 - Terrasson » de la carte géologique au 1/50 000 de la France métropolitaine, et sa notice associée.

Carte géologique de La Cassagne.

#### Relief et paysages

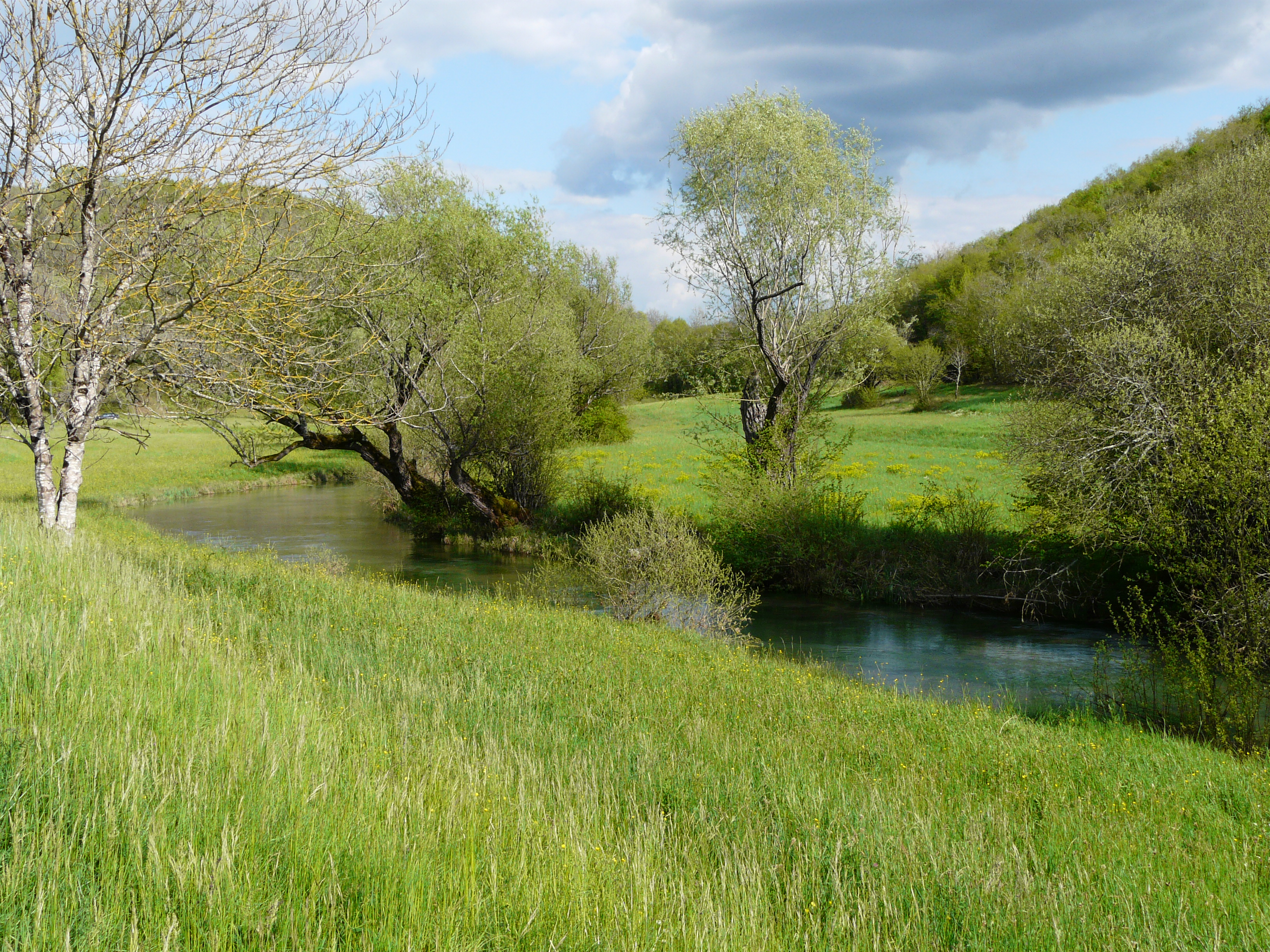
La vallée du Coly, un kilomètre en contrebas de sa résurgence.

Le département de la Dordogne se présente comme un vaste plateau incliné du nord-est (491 m, à la forêt de Vieillecour dans le Nontronnais, à Saint-Pierre-de-Frugie) au sud-ouest (2 m à Lamothe-Montravel). L'altitude du territoire communal varie quant à elle entre 106 m et 303 m,.
Dans le cadre de la Convention européenne du paysage entrée en vigueur en France le 1er juillet 2006, renforcée par la loi du 8 août 2016 pour la reconquête de la biodiversité, de la nature et des paysages, un atlas des paysages de la Dordogne a été élaboré sous maîtrise d’ouvrage de l’État et publié en octobre 2020. Les paysages du département s'organisent en huit unités paysagères et 14 sous-unités. La commune fait partie du Périgord noir, un paysage vallonné et forestier, qui ne s’ouvre que ponctuellement autour de vallées-couloirs et d’une multitude de clairières de toutes tailles. Il s'étend du nord de la Vézère au sud de la Dordogne (en amont de Lalinde) et est riche d’un patrimoine exceptionnel.
La superficie cadastrale de la commune publiée par l'Insee, qui sert de référence dans toutes les statistiques, est de 14,85 km2,,. La superficie géographique, issue de la BD Topo, composante du Référentiel à grande échelle produit par l'IGN, est quant à elle de 15,11 km2.

### Hydrographie

#### Réseau hydrographique
La commune est située dans le bassin de la Dordogne au sein du Bassin Adour-Garonne. Elle est drainée par la Chironde, le Coly et par divers petits cours d'eau, qui constituent un réseau hydrographique de 12 km de longueur totale,.
La Chironde, d'une longueur totale de 15,41 km, prend sa source dans la commune de Saint-Crépin-et-Carlucet et se jette dans le Coly en rive gauche à Coly-Saint-Amand (territoire de l'ancienne commune de Coly),. Elle arrose très brièvement le nord-ouest de la commune, au niveau de la Grande Prade, partiellement en limite de Coly-Saint-Amand.
Le Coly, d'une longueur totale de 10,13 km, prend sa source dans la commune et se jette dans la Vézère au bourg de Condat-sur-Vézère en rive gauche. Il arrose le nord-ouest de la commune sur près de deux kilomètres dont 350 mètres servent de limite naturelle face à Coly-Saint-Amand.

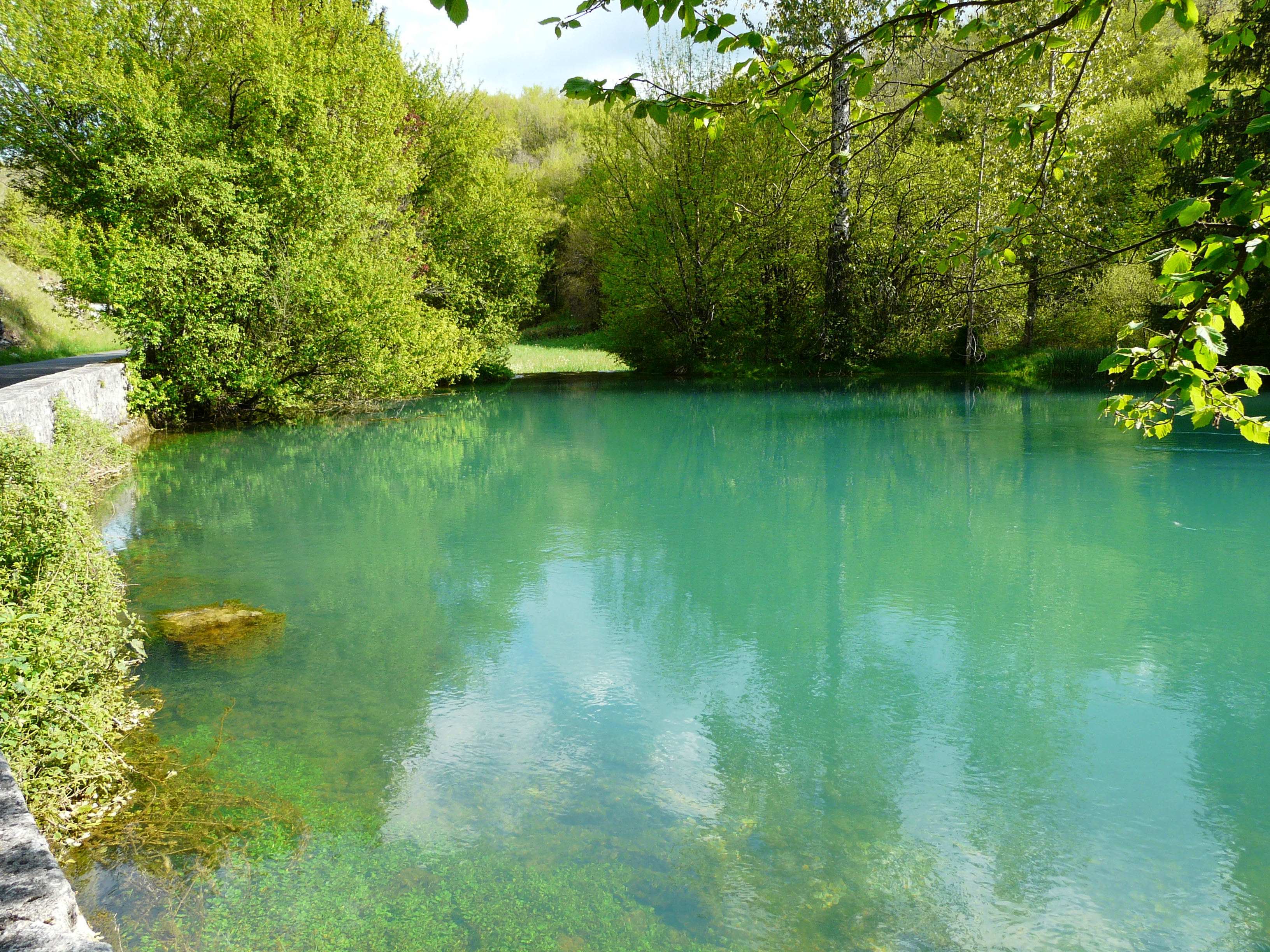
La Doux de Coly (sa source).
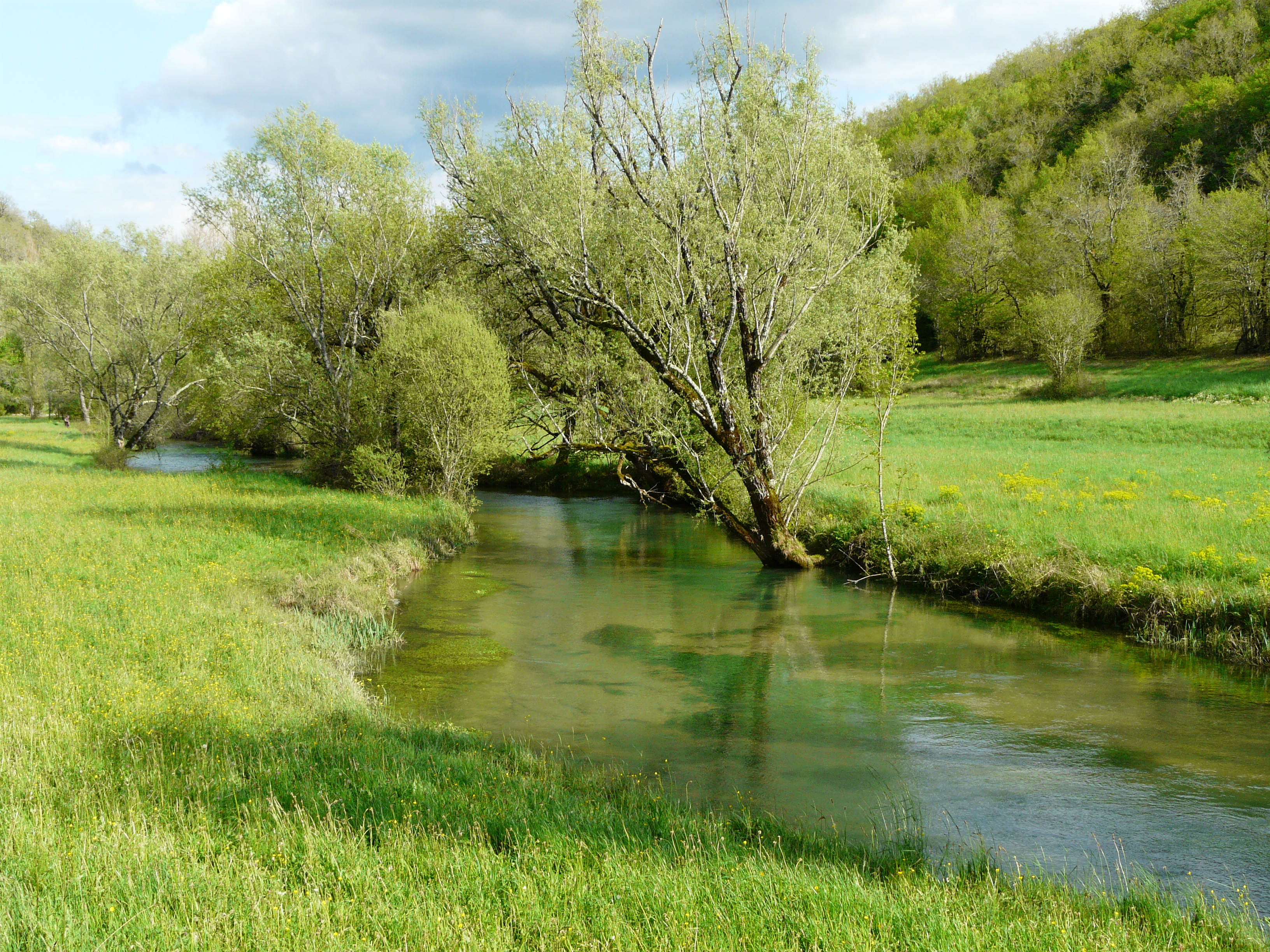
Le Coly, un kilomètre en contrebas de sa source.
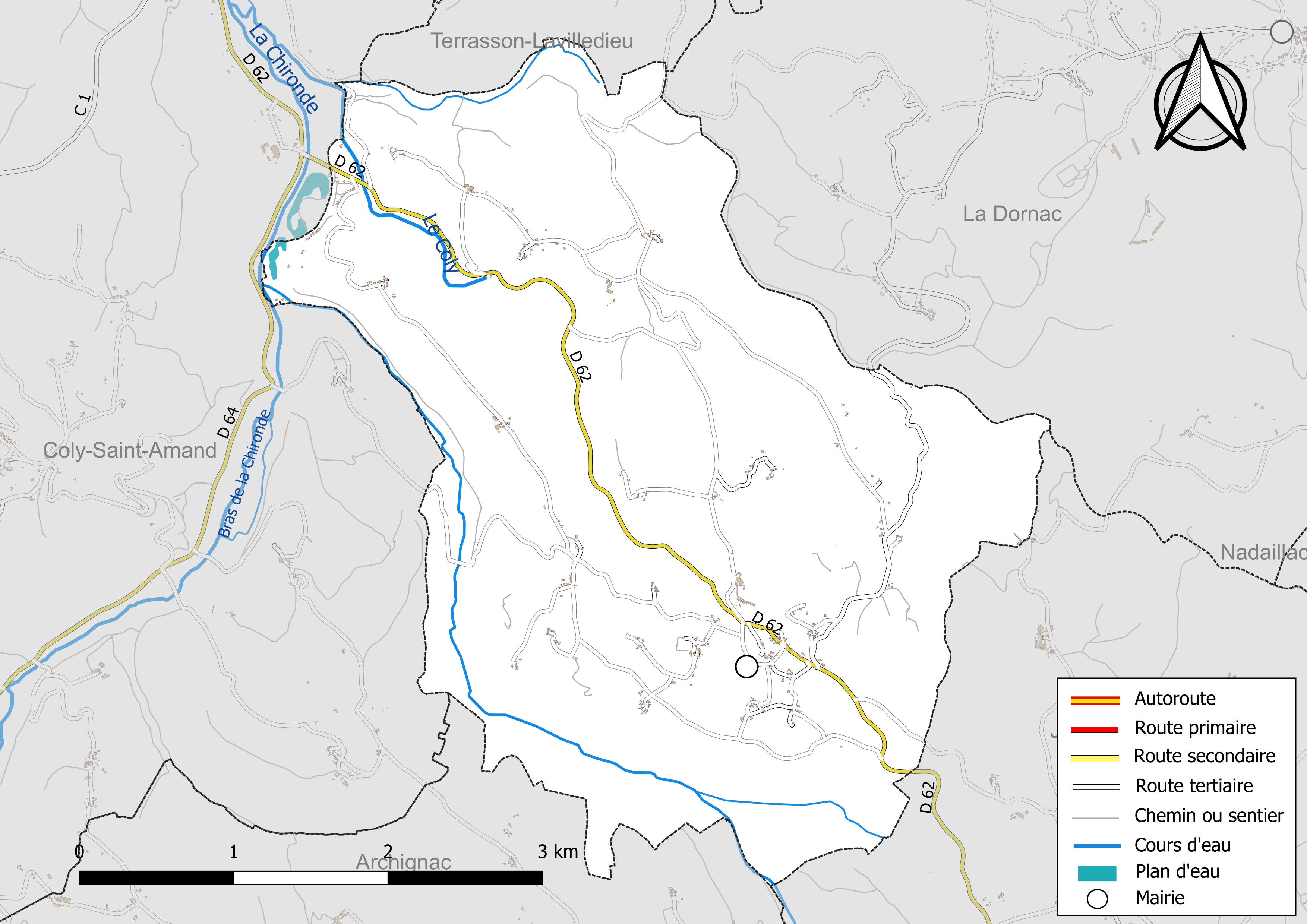
Réseaux hydrographique et routier de la Cassagne.

#### Gestion et qualité des eaux
Le territoire communal est couvert par le schéma d'aménagement et de gestion des eaux (SAGE) « Vézère-Corrèze ». Ce document de planification, dont le territoire regroupe les bassins versants de la Vézère et de la Corrèze, d'une superficie de 3 730 km2 est en cours d'élaboration. La structure porteuse de l'élaboration et de la mise en œuvre est le conseil départemental de la Corrèze. Il définit sur son territoire les objectifs généraux d’utilisation, de mise en valeur et de protection quantitative et qualitative des ressources en eau superficielle et souterraine, en respect des objectifs de qualité définis dans le troisième SDAGE  du Bassin Adour-Garonne qui couvre la période 2022-2027, approuvé le 10 mars 2022.
La qualité des eaux de baignade et des cours d’eau peut être consultée sur un site dédié géré par les agences de l’eau et l’Agence française pour la biodiversité.

### Climat
Pour des articles plus généraux, voir Climat de la Nouvelle-Aquitaine et Climat de la Dordogne.
Historiquement, la commune est exposée à un climat océanique aquitain.  
En 2020, Météo-France publie une typologie des climats de la France métropolitaine dans laquelle la commune est exposée à un climat océanique altéré et est dans la région climatique  Ouest et nord-ouest du Massif Central, caractérisée par une pluviométrie annuelle de 900 à 1 500 mm, maximale en automne et en hiver.
Pour la période 1971-2000, la température annuelle moyenne est de 12 °C, avec  une amplitude thermique annuelle de 15,3 °C. Le cumul annuel moyen de précipitations est de 944 mm, avec 12,2 jours de précipitations en janvier et 7,1 jours en juillet. Pour la période 1991-2020, la température moyenne annuelle observée sur la station météorologique la plus proche, située sur la commune de Salignac-Eyvigues à 8 km à vol d'oiseau, est de 13,0 °C et le cumul annuel moyen de précipitations est de 907,1 mm,. Pour l'avenir, les paramètres climatiques de la commune estimés pour 2050 selon différents scénarios d’émission de gaz à effet de serre sont consultables sur un site dédié publié par Météo-France en novembre 2022.

## Urbanisme

### Typologie
Au 1er janvier 2024, La Cassagne est catégorisée commune rurale à habitat très dispersé, selon la nouvelle grille communale de densité à 7 niveaux définie par l'Insee en 2022.
Elle est située hors unité urbaine et hors attraction des villes,.

### Occupation des sols
L'occupation des sols de la commune, telle qu'elle ressort de la base de données européenne d’occupation biophysique des sols Corine Land Cover (CLC), est marquée par l'importance des forêts et milieux semi-naturels (64,6 % en 2018), une proportion sensiblement équivalente à celle de 1990 (64,3 %). La répartition détaillée en 2018 est la suivante : 
forêts (48,1 %), zones agricoles hétérogènes (22,1 %), milieux à végétation arbustive et/ou herbacée (16,5 %), prairies (13,3 %). L'évolution de l’occupation des sols de la commune et de ses infrastructures peut être observée sur les différentes représentations cartographiques du territoire : la carte de Cassini (XVIIIe siècle), la carte d'état-major (1820-1866) et les cartes ou photos aériennes de l'IGN pour la période actuelle (1950 à aujourd'hui).

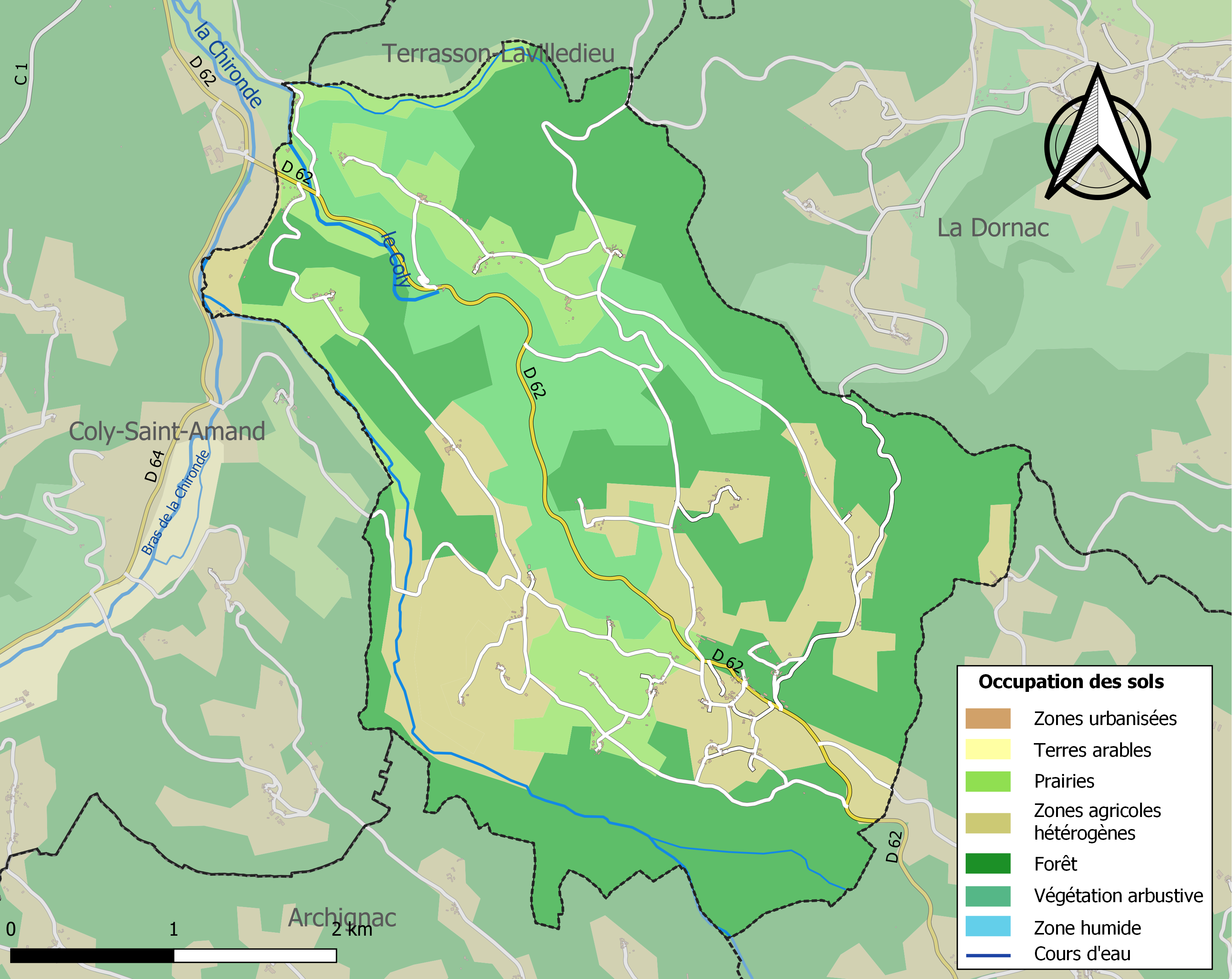
Carte des infrastructures et de l'occupation des sols de la commune en 2018 (CLC).

### Prévention des risques
Le territoire de la commune de La Cassagne est vulnérable à différents aléas naturels : météorologiques (tempête, orage, neige, grand froid, canicule ou sécheresse), feux de forêts, mouvements de terrains et séisme (sismicité très faible). Un site publié par le BRGM permet d'évaluer simplement et rapidement les risques d'un bien localisé soit par son adresse soit par le numéro de sa parcelle.
La Cassagne est exposée au risque de feu de forêt. L’arrêté préfectoral du 14 mars 2013 fixe les conditions de pratique des incinérations et de brûlage dans un objectif de réduire le risque de départs d’incendie. À ce titre, des périodes sont déterminées : interdiction totale du 15 février au 15 mai et du 15 juin au 15 octobre, utilisation réglementée du 16 mai au 14 juin et du 16 octobre au 14 février. En septembre 2020, un plan inter-départemental de protection des forêts contre les incendies (PidPFCI) a été adopté pour la période 2019-2029,.
Les mouvements de terrains susceptibles de se produire sur la commune sont des tassements différentiels. La commune a été reconnue en état de catastrophe naturelle au titre des dommages causés par les inondations et coulées de boue survenues en 1982, 1983 et 1999 et par des mouvements de terrain en 1999.

## Toponymie
Le nom de la localité est attesté sous les formes la Cassaigne en 1251, Cassanea en 1320, puis Cassanha en 1365.
Le toponyme La Cassagne est de type occitan, issu d'un bas latin cassanea, basé sur le terme cassanu « chêne » (qui a donné chêne en français, terme issu du gaulois cassanos) suivi du suffixe collectif latin -ea, d'où le sens global de « chênaie ».
En occitan, la commune porte le nom de La Cassanha.

## Histoire
Avant 1367, Gilbert de Dome (ou Domme), seigneur de Vitrac et de Domme-Vieille, sénéchal du Périgord, vend le château de La Cassagne à Bertrand Aytz

## Politique et administration

### Rattachements administratifs
La commune de La Cassagne a, dès 1790, été rattachée au canton de la Cassagne qui dépendait du district de Montignac jusqu'en 1795, date de suppression des districts. Lorsque ce canton est supprimé par la loi du 8 pluviôse an IX (28 janvier 1801)  portant sur la « réduction du nombre de justices de paix », la commune est rattachée au canton de Terrasson (devenu canton de Terrasson-la-Villedieu en 1963, puis renommé en canton de Terrasson-Lavilledieu en 1997) dépendant de l'arrondissement de Sarlat (devenu l'arrondissement de Sarlat-la-Canéda en 1965).
Fin 2003, La Cassagne intègre la communauté de communes du Terrassonnais. Celle-ci est dissoute au 31 décembre 2013 et remplacée au 1er janvier 2014 par la communauté de communes du Terrassonnais en Périgord noir Thenon Hautefort, renommée communauté de communes Terrassonnais Haut Périgord Noir en octobre 2021.

### Administration municipale
La population de la commune étant comprise entre 100 et 499 habitants au recensement de 2017, onze conseillers municipaux ont été élus en 2020,.

### Liste des maires
| Période                                  | Période   | Identité         | Étiquette | Qualité                            |
| ---------------------------------------- | --------- | ---------------- | --------- | ---------------------------------- |
| Les données manquantes sont à compléter. |           |                  |           |                                    |
|                                          |           |                  |           |                                    |
| avant 1981                               | ?         | Jean Boisserie   | DVG       |                                    |
|                                          |           |                  |           |                                    |
| mars 1989                                | mars 2004 | André Constant   |           |                                    |
| mars 2004                                | mars 2014 | Simone Donzeau   | SE        | Retraitée de l'Éducation nationale |
| mars 2014                                | mai 2020  | Charles Sol      |           |                                    |
| mai 2020                                 | En cours  | Sébastien Luneau |           |                                    |

## Équipements et services publics

### Justice
Dans le domaine judiciaire, La Cassagne relève : 
- du tribunal judiciaire, du tribunal pour enfants, du conseil de prud'hommes et du tribunal de commerce de Périgueux ;
- du pôle Nationalité du tribunal judiciaire de Périgueux (compétent uniquement dans le domaine de la nationalité) ;
- de la cour d'appel, du tribunal administratif et de la  cour administrative d'appel de Bordeaux.

## Population et société

### Démographie
Les habitants de La Cassagne se nomment les Cassagnais.
L'évolution du nombre d'habitants est connue à travers les recensements de la population effectués dans la commune depuis 1793. Pour les communes de moins de 10 000 habitants, une enquête de recensement portant sur toute la population est réalisée tous les cinq ans, les populations de référence des années intermédiaires étant quant à elles estimées par interpolation ou extrapolation. Pour la commune, le premier recensement exhaustif entrant dans le cadre du nouveau dispositif a été réalisé en 2007.

En 2022, la commune comptait 151 habitants, en évolution de −1,31 % par rapport à 2016 (Dordogne : +0,37 %, France hors Mayotte : +2,11 %).
| 1793 | 1800 | 1806 | 1821 | 1831 | 1836 | 1841 | 1846 | 1851 |
| ---- | ---- | ---- | ---- | ---- | ---- | ---- | ---- | ---- |
| 477  | 568  | 560  | 546  | 560  | 552  | 549  | 560  | 562  |

| 1856 | 1861 | 1866 | 1872 | 1876 | 1881 | 1886 | 1891 | 1896 |
| ---- | ---- | ---- | ---- | ---- | ---- | ---- | ---- | ---- |
| 592  | 577  | 551  | 510  | 526  | 491  | 457  | 476  | 443  |

| 1901 | 1906 | 1911 | 1921 | 1926 | 1931 | 1936 | 1946 | 1954 |
| ---- | ---- | ---- | ---- | ---- | ---- | ---- | ---- | ---- |
| 343  | 375  | 344  | 286  | 258  | 238  | 227  | 232  | 180  |

| 1962 | 1968 | 1975 | 1982 | 1990 | 1999 | 2006 | 2007 | 2012 |
| ---- | ---- | ---- | ---- | ---- | ---- | ---- | ---- | ---- |
| 161  | 132  | 113  | 112  | 120  | 123  | 146  | 150  | 154  |

| 2017 | 2022 | - | - | - | - | - | - | - |
| ---- | ---- | - | - | - | - | - | - | - |
| 151  | 151  | - | - | - | - | - | - | - |

### Manifestations culturelles et festivités
Fête votive le troisième week-end d'août.

## Économie

### Emploi
En 2015, parmi la population communale comprise entre 15 et 64 ans, les actifs représentent 75 personnes, soit 48,7 % de la population municipale. Le nombre de chômeurs (treize) a augmenté par rapport à 2010 (sept) et le taux de chômage de cette population active s'établit à 17,6 %.

### Établissements
Au 31 décembre 2015, la commune compte vingt-trois établissements, dont huit au niveau des commerces, transports ou services, cinq dans l'agriculture, la sylviculture ou la pêche, quatre dans la construction, trois dans l'industrie, et trois relatifs au secteur administratif, à l'enseignement, à la santé ou à l'action sociale.

## Culture locale et patrimoine

### Lieux et monuments

#### La source du Coly
Située à proximité d'un ancien moulin (le moulin de Ladoux, autrefois fontaine de la Doux, en occitan La Dotz), et visible de la route, à peine cachée par un muret, la source du Coly est un large bassin (mesurant 172 mètres de circonférence et 10 mètres de profondeur) à l'eau claire, bleutée ou verte suivant le moment, qui attire de nombreux curieux notamment pour la puissance de sa chute d'eau mais aussi pour le mystère qu'il renferme et que l'on tente d'apercevoir à l'œil nu, à savoir l'entrée du siphon souterrain.
Longtemps considéré comme le plus grand siphon du monde, celui-ci attire de nombreux sportifs spécialisés en plongée (en dehors des pompiers qui viennent y faire leur entraînement de plongée).
Sans aucune poche d'air, celui-ci s'étend sur plus de cinq kilomètres et a été exploré pendant quelque temps par le suisse Olivier Isler.
Par la suite, cette curiosité de la nature a été le sujet d'une émission télévisée, puisque Nicolas Hulot, à travers son émission Ushuaïa Nature, s'est laissé tenter par une petite visite qu'il a dû raccourcir à cause de l'ivresse des profondeurs. La Doux de Coly étant une propriété privée, les propriétaires n'y autorisent plus l'accès.
Sur plus de trois hectares, le site et ses abords sont inscrits depuis 1935.

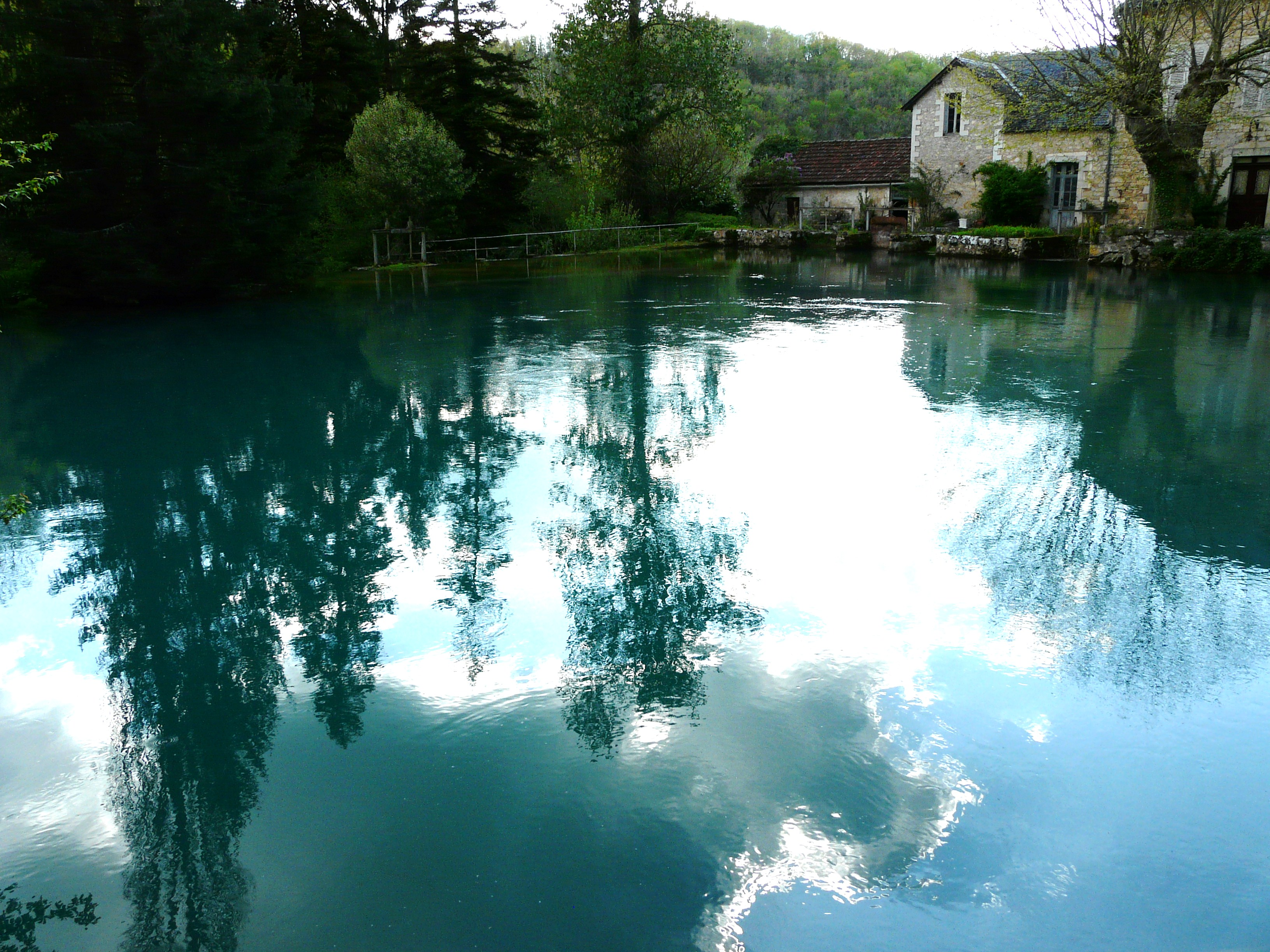
La source du Coly.
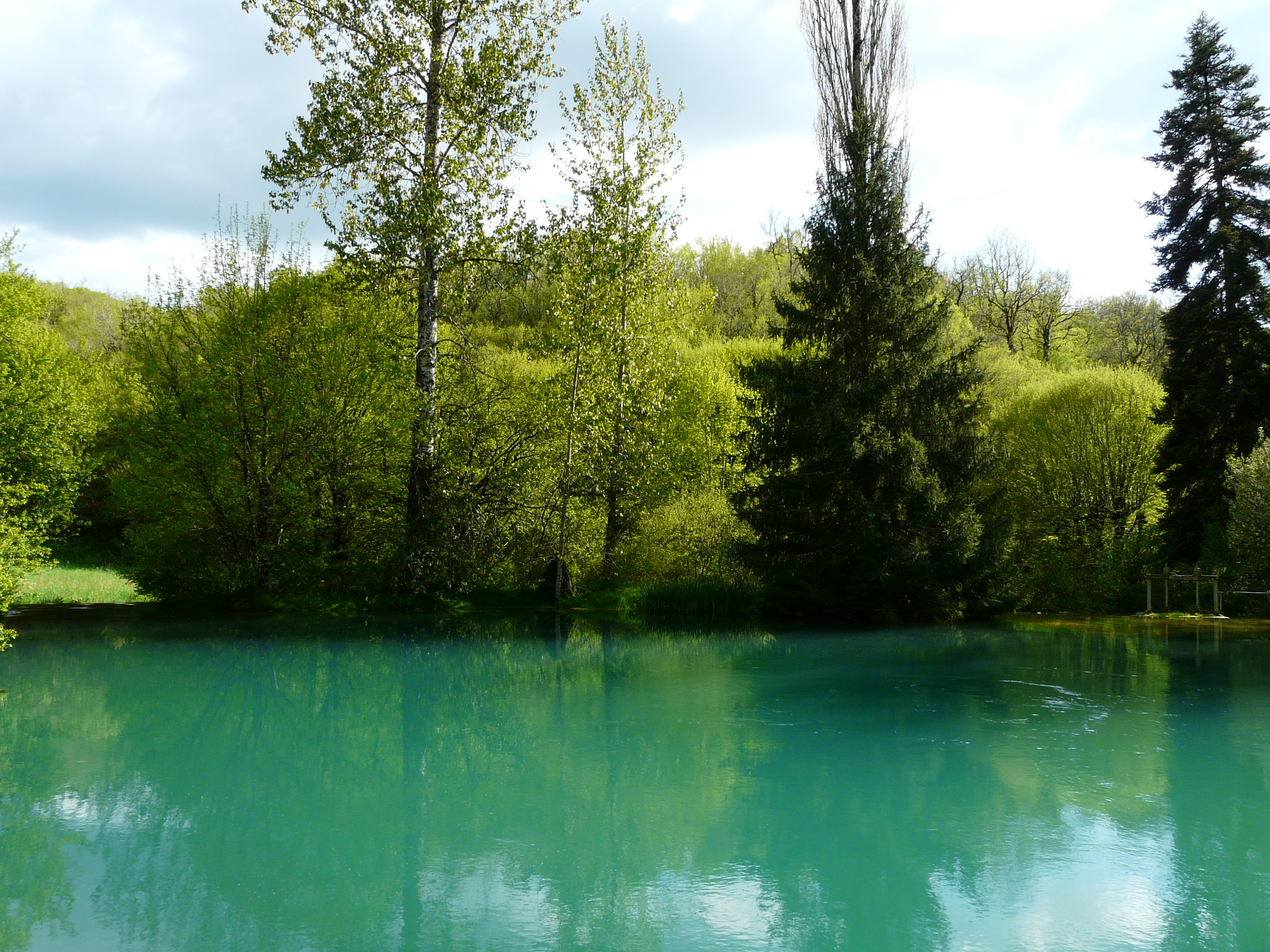
La source du Coly.

#### Les monuments
- L'église Saint-Barthélemy des XIIe et XVIe siècles est classée au titre des monuments historiques depuis 1936[59].
- Attenant à l'église, le presbytère du XVIe siècle est également classé depuis la même année[60],[61].
- En provenance de l'ancien cimetière et située aujourd'hui à côté de l'église, une croix du XVIe siècle est inscrite au titre des monuments historiques depuis 1926[62],[63].
- Au lieu-dit le Château, une ancienne grange dîmière des XIIe et XVe siècles est inscrite depuis 1980[64],[65].
- Au même lieu-dit se trouve également un pigeonnier[66].

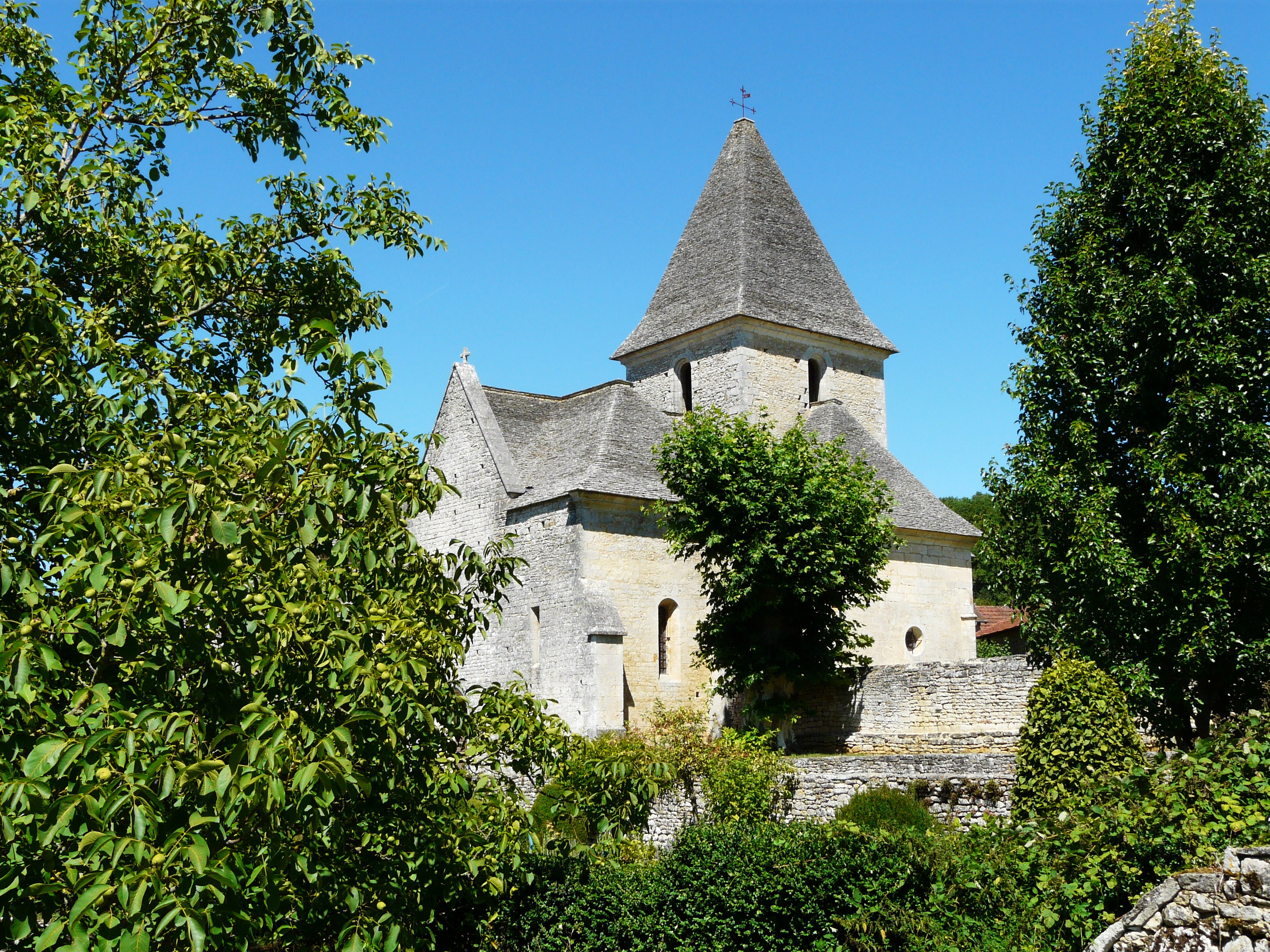
L'église Saint-Barthélemy.
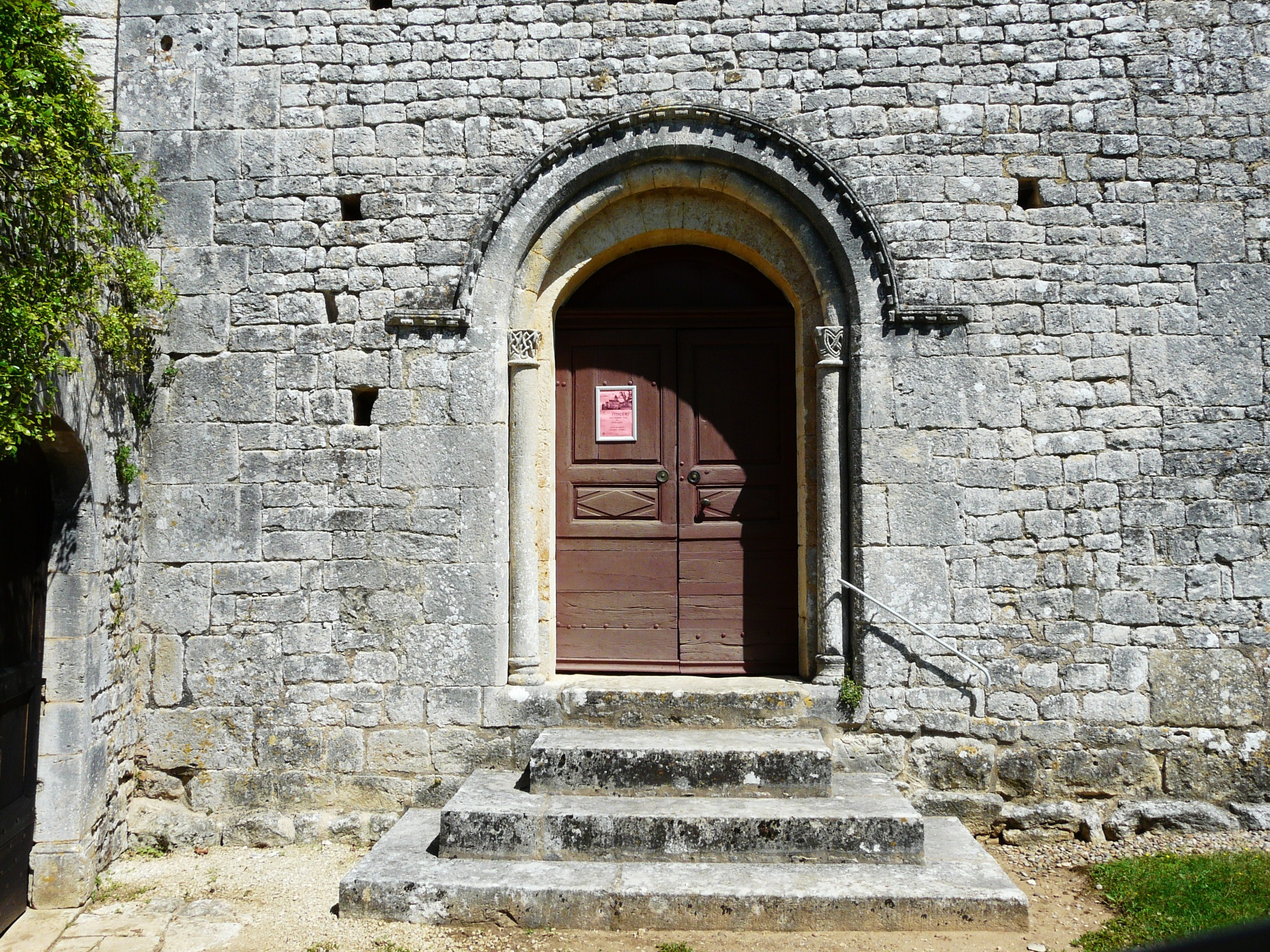
Le portail de l'église.
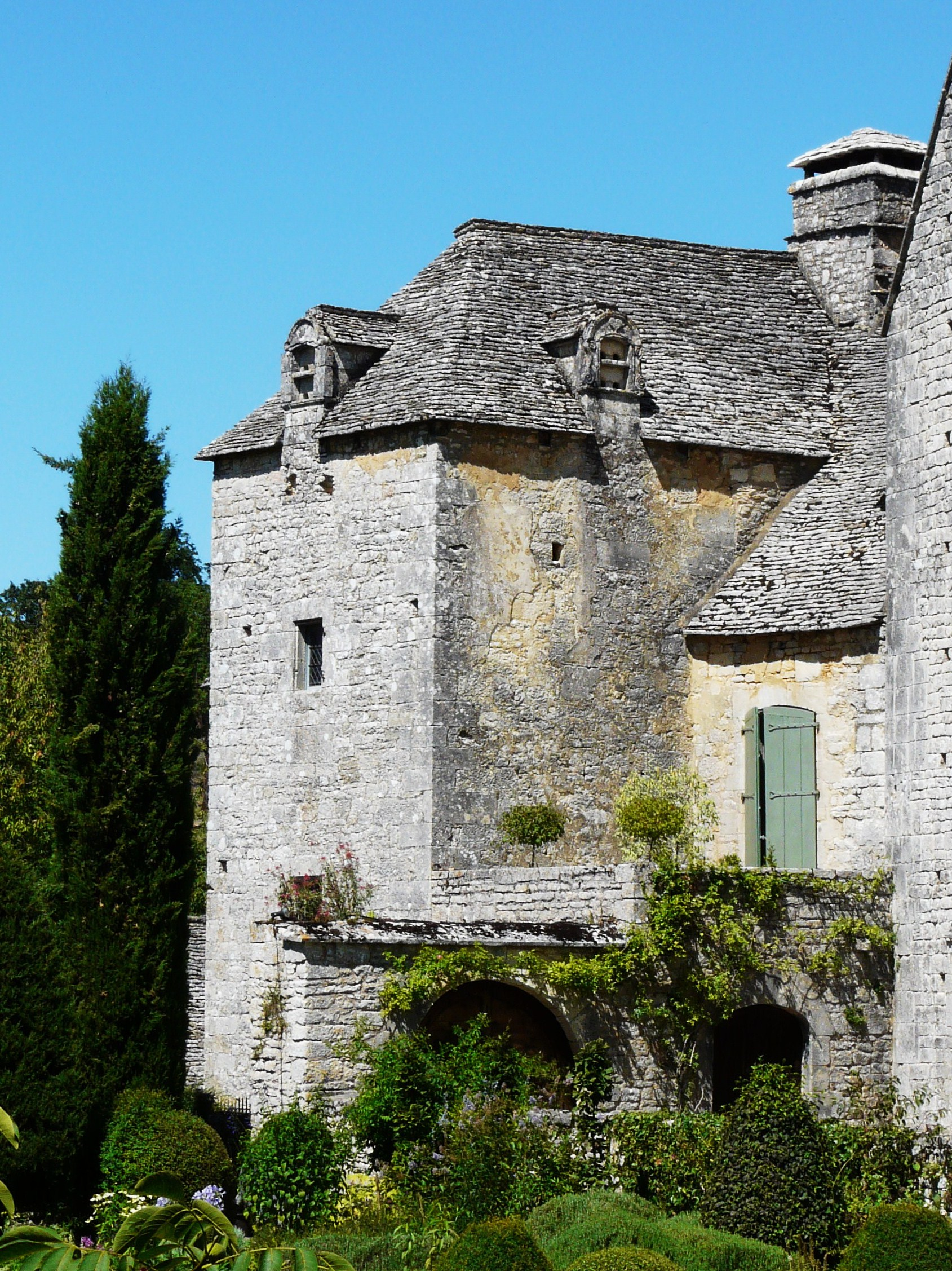
Le presbytère attenant à l'église.
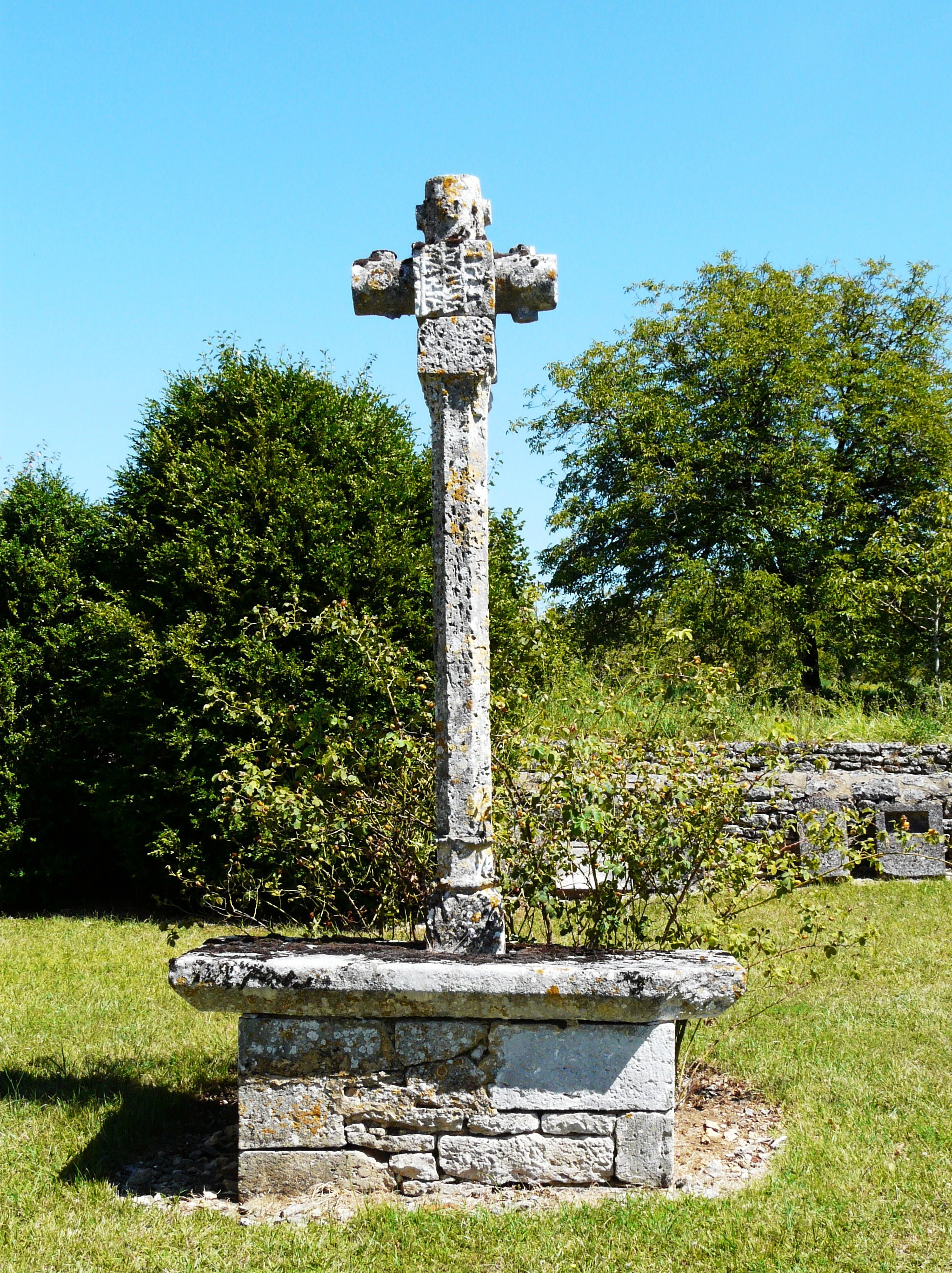
La croix du XVIe siècle.
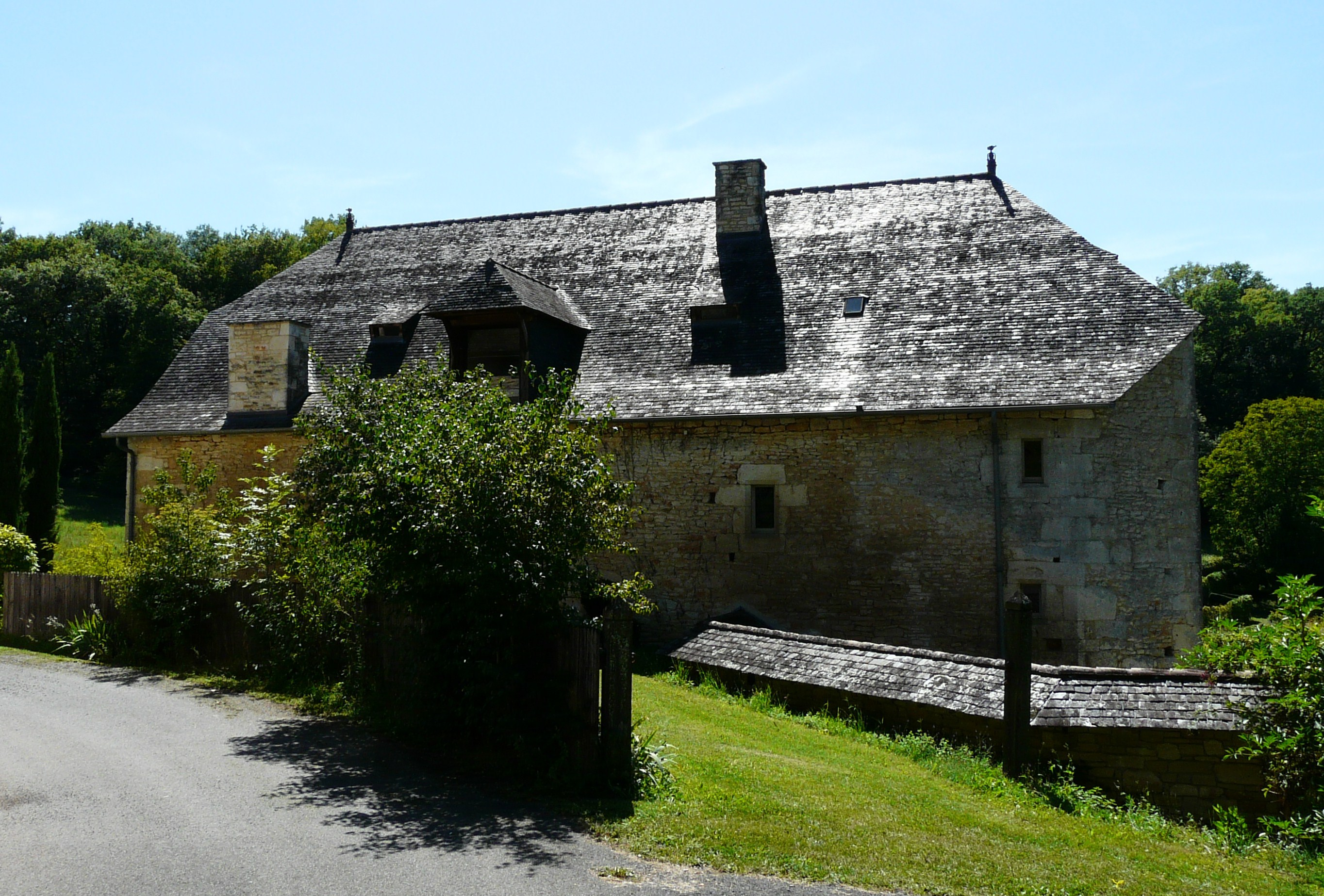
La grange dîmière.
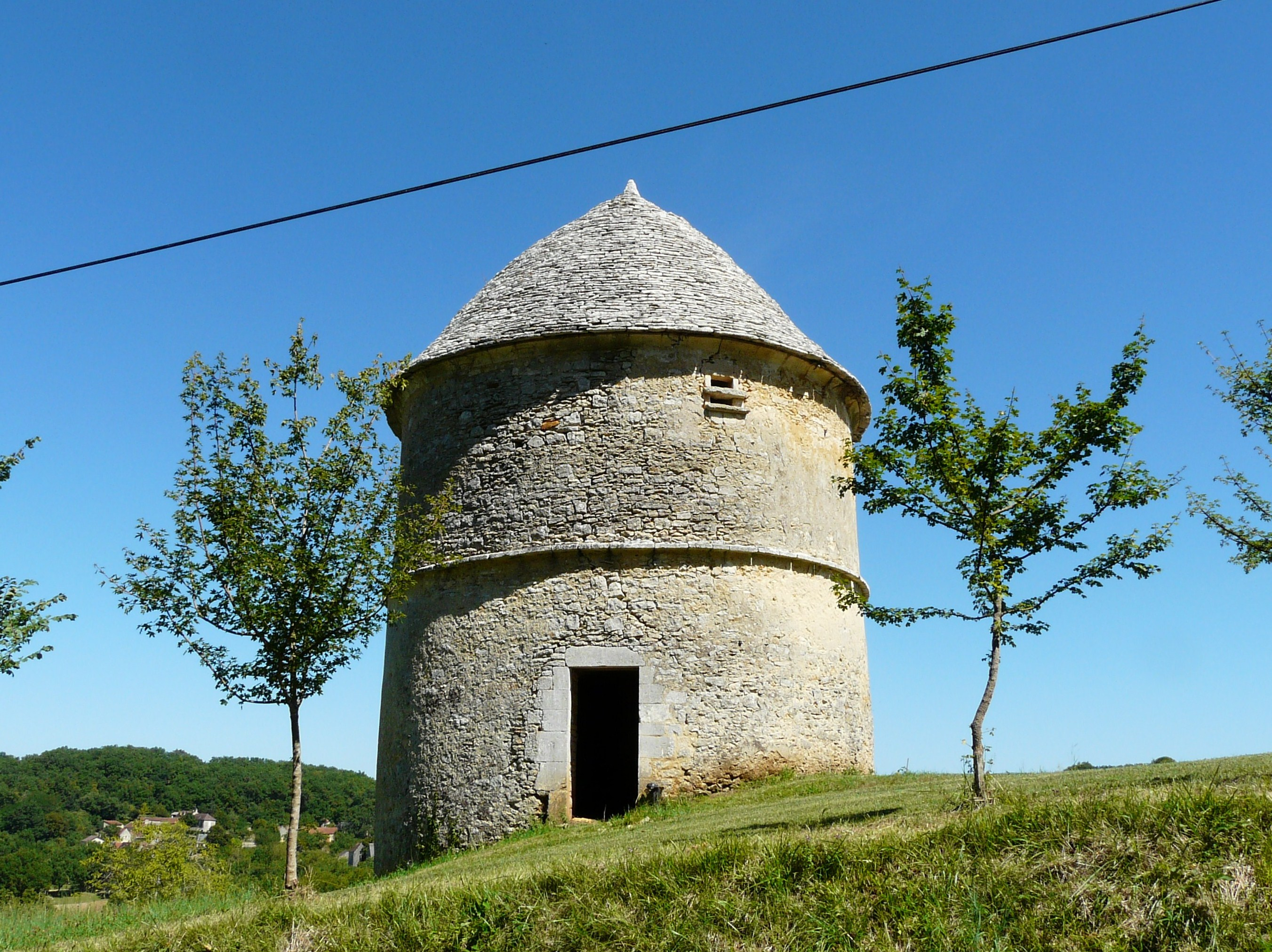
Le pigeonnier du Château.

### Patrimoine naturel
Les deux tiers nord de la commune sont classés comme zone naturelle d'intérêt écologique, faunistique et floristique (ZNIEFF) de type 2. Il s'agit du causse de Terrasson à dominante boisée où se rencontrent de nombreuses espèces végétales, parmi lesquelles des orchidées terrestres,.

Plantes du causse de Terrasson à La Cassagne
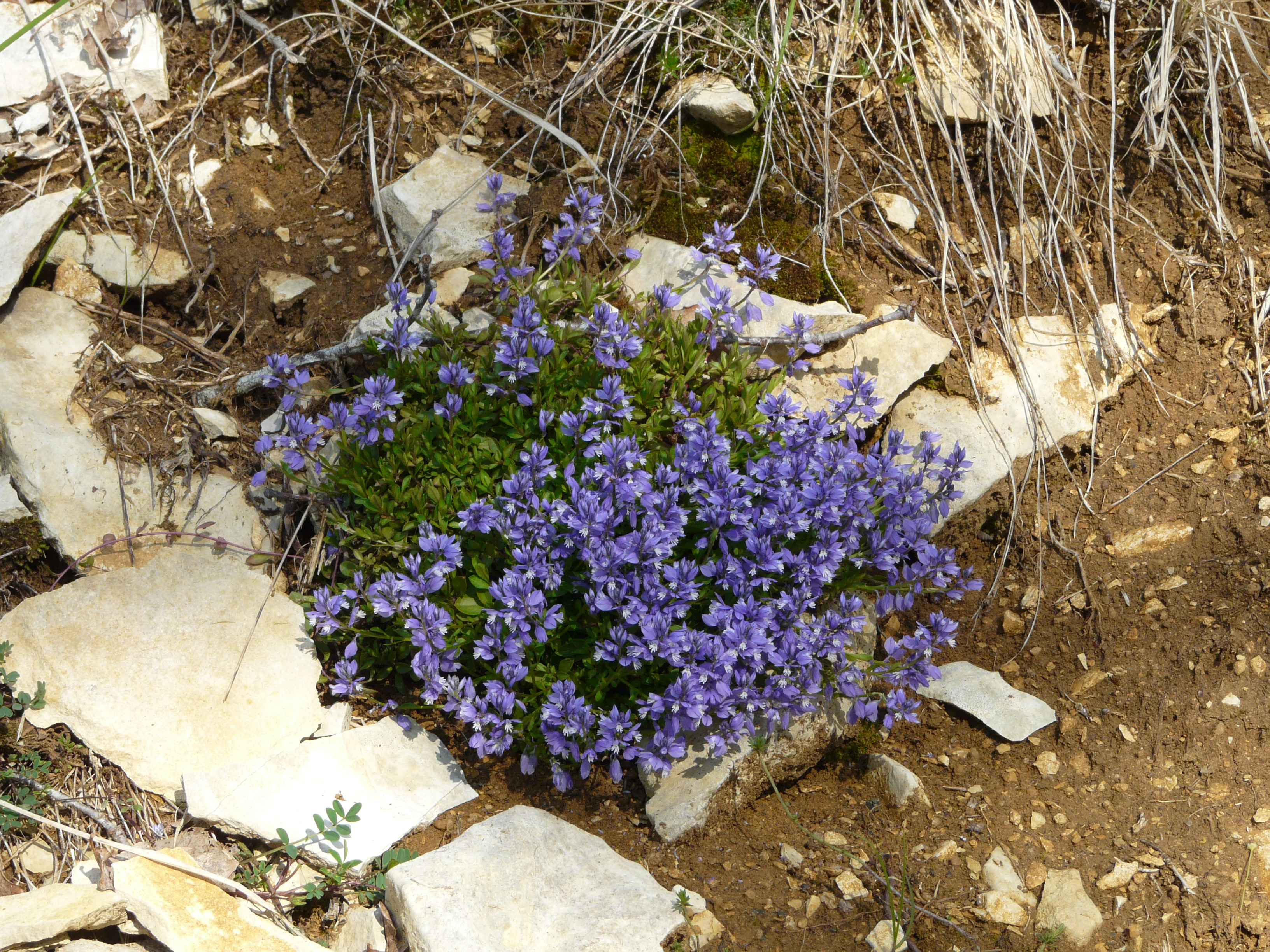
Polygale du calcaire.
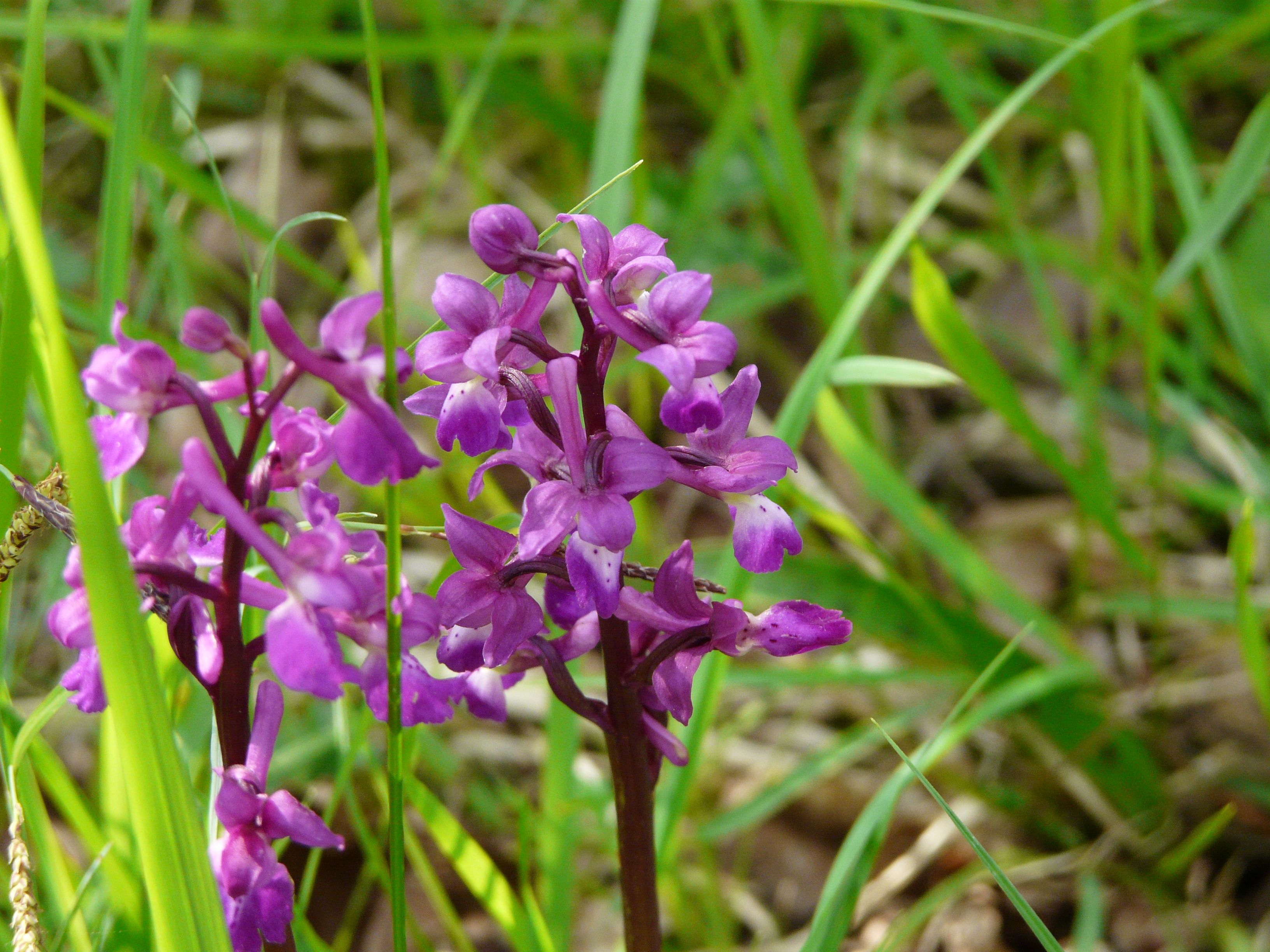
Orchis mâle.

### Personnalités liées à la commune
- Christine Deviers-Joncour est née en 1947 à La Cassagne.

## Pour approfondir